# 贝桑港-于潘
贝桑港-于潘（法語：Port-en-Bessin-Huppain，法語發音：[pɔʁ ɑ̃ bɛsɛ̃ ypɛ̃] ⓘ）是法国诺曼底大区卡尔瓦多斯省的一个市镇，属于巴约区。该市镇于1972年由原市镇贝桑港（Port-en-Bessin）和于潘（Huppain）合并而成。

## 地理
贝桑港-于潘（49°20'39"N, 0°45'19"W）面积7.56 平方千米，位于法国诺曼底大区卡爾瓦多斯省，该省份为法国西北部沿海省份，北濒大西洋英吉利海峡，东北与滨海塞纳省以海上边界相接，东临厄尔省，南至奧恩省，西与芒什省接壤。
与贝桑港-于潘接壤的市镇（或旧市镇、城区）包括：科姆、埃特雷昂、迈松、滨海欧尔。
贝桑港-于潘的时区为UTC+01:00、UTC+02:00（夏令时）。

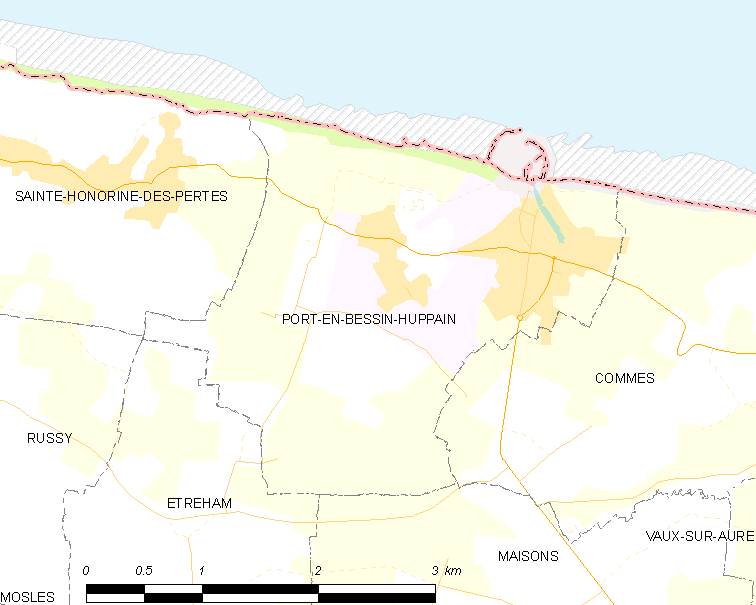
贝桑港-于潘的OSM定位图

## 行政
贝桑港-于潘的邮政编码为14520，INSEE市镇编码为14515。

## 政治
贝桑港-于潘所属的省级选区为巴约县。

## 人口

1962-2008年间贝桑港-于潘人口变化图示

贝桑港-于潘于2022年1月1日时的人口数量为1888人。